# Blancos en Sudáfrica
Los Blancos en Sudáfrica, de origen europeo, incluyen a la comunidad afrikáner descendiente de bóer y a los descendientes de británicos que viven en el país. Desde la creación de la Unión Sudafricana en 1910, los blancos pasaron a ser la primera minoría demográfica frente a una mayoría negra hasta 2021, cuando pasaron al segundo lugar por detrás de los mulatos.
Según el censo hay cerca de 4,1 millones de blancos. La minoría blanca está compuesta por 4 539 289 personas de acuerdo a datos del año 2024.Esto representa el 7.2% de la población total del país, con una reducción del número relativo principalmente debido a la emigración al exterior de población blanca (alrededor de 90.000 personas al año) y la baja tasa de natalidad respecto a otros grupos étnicos.  Aproximadamente el 59% de ellos habla afrikáans como lengua materna y el otro 40% el inglés. 

## Historia
La Compañía Neerlandesa de las Indias Orientales, instalada en la actual Ciudad del Cabo, empezó a utilizar esclavos del sur y del sureste de Asia (principalmente de la India, pero también de las actuales Indonesia, Bangladés, Sri Lanka y Malasia) y del sureste de África (Madagascar y Mozambique).

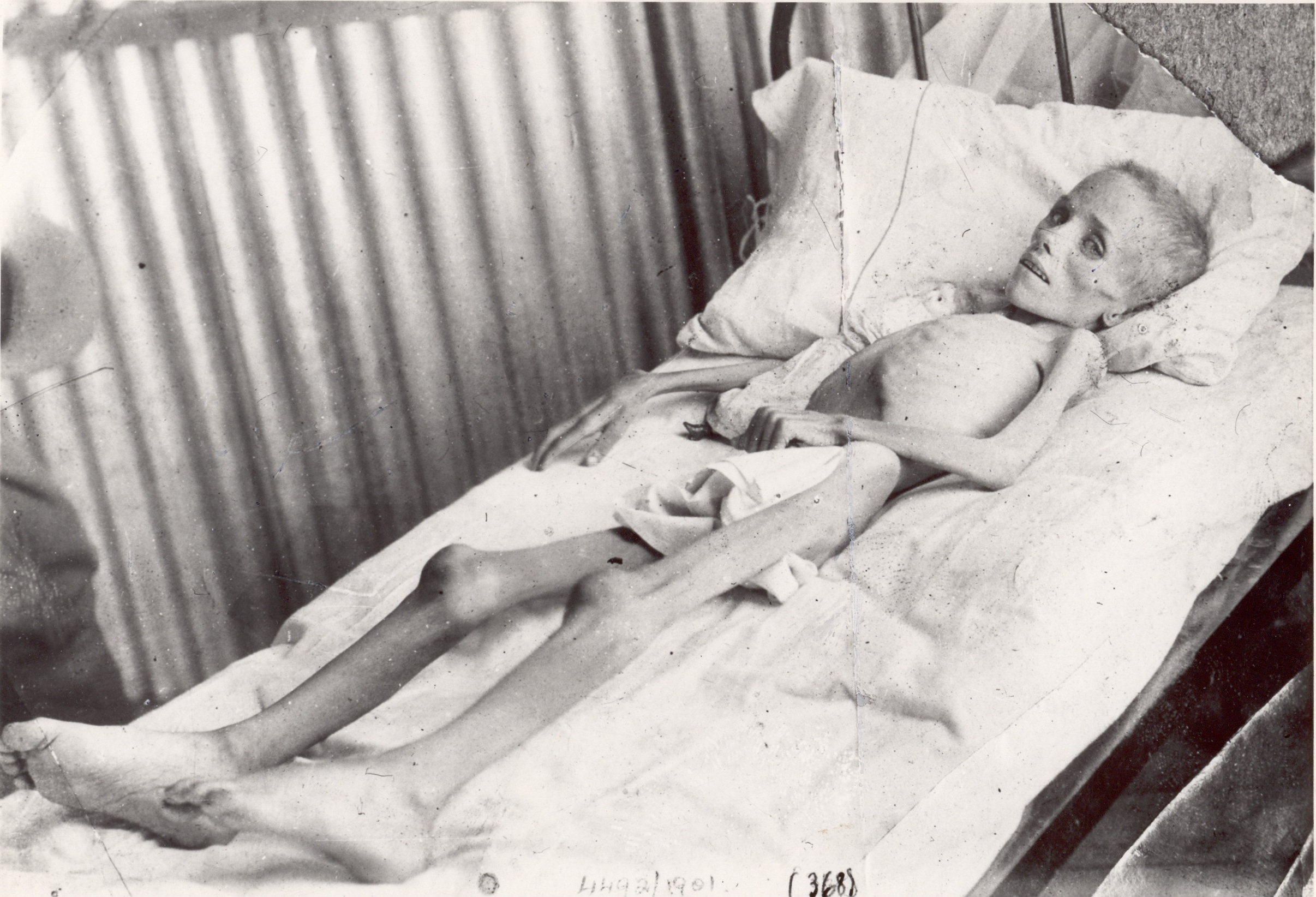
Lizzie van Zyl, niña bóer en el campo de concentración británico de Bloemfontein durante la guerra anglo bóer.

A lo largo de la historia ha existido rivalidad entre los afrikáaners (más conservadores) y los blancos de habla inglesa, por la Segunda Guerra de los Bóer, a la tentativa de Reino Unido de anglificar el país durante la primera mitad del siglo XX, y del nacionalismo afrikáner.
Durante la llamada Guerra de los Bóeres, 26.000 afrikáaners murieron en campos de concentración erigidos por los británicos, sumado a otros casi 50.000 boers, en su mayoría mujeres y niños asesinados en cautiverio por los británicos durante la segunda guerra Bóer, cifra que representa alrededor de un tercio de la población total afrikáner.
Los 110 campos de concentración albergaron a la mayoría de la población civil bóer del Estado Libre de Orange y de Transvaal, o sea, unas 119.000 personas. También se recluyó en los campos a 43.000 africanos, que eran familias enteras que servían a los bóeres. Paralelamente, el ejército británico arrasó con las propiedades bóeres y decidió privarlos de sus medios de subsistencia, adoptando, entre otras medidas drásticas, la confiscación de ganado, el envenenamiento de pozos y canales de riego y la quema de cosechas, en una táctica de tierra quemada. 
En total, 30.000 granjas bóeres y 40 ciudades fueron destruidas, 116.572 hombres, mujeres y niños bóeres junto con 120.000 africanos fueron expulsados de sus tierras y hogares, o deportados por el ejército británico. En 1870, las autoridades coloniales prohibieron la convivencia interracial en la colonias de África Austral, y un año después se establecía la quita forzosa de toda tierra propiedad de los negros y su desplazamiento, siendo limitada la propiedad para grupos blancos. Para 1875, los negros no podían poseer propiedades o tierras en todo África Austral.
Tras estallar la Segunda Guerra Mundial, la mayoría de los afrikáaners eran hostiles a los británicos y simpatizaban con la Alemania nazi, formando incluso milicias con el objetivo de combatir para Alemania durante la Segunda Guerra Mundial. Las autoridades británicas toleraron dichas milicias bóer para provocar más rispidez con la minoría blanca afrikáner. A pesar de contradecir los intereses británicos durante la guerra, parte de estas milicias serían incorporadas a las fuerzas armadas en 1946, con el objetivo de combatir y perseguir al comunismo y más tarde como fuerza de choque gubernamental. En 1948, el Partido Nacional alcanzó el poder, instaurando una ideología racista y segregacionista, la cual derivó en lo que hoy se conoce como apartheid. 
Durante más de medio siglo el Partido Nacional intentó establecer un etnoestado blanco a través del apartheid en Sudáfrica, donde la población nativa fue empujada a áreas conocidas como bantustanes a través de las deportaciones y la segregación racial, con el objetivo de establecer estados separados a partir de la limpieza étnica aplicada en distintas áreas, la mayor de las cuales se convertiría en un Estado blanco.
Otro elemento importante de la identidad blanca era el Afrikaner Broederbond, una sociedad fundada en 1918 y dedicada a la idea de que "el pueblo afrikáner ha sido implantado en este país por la mano de Dios..." la identidad afrikaneer se desarrolló bajo una ideología de supremacismo calvinista del pueblo elegido por Dios y de supremacismo racial.
En los años 30, los afrikaneer formaron el grupo Ossewabrandwag, que crecería durante dos décadas, y era una organización paramilitar inspirada en las SA nazis, que llegó a contar con 340.000 miembros armados activos, sobre un total de 1.3 millones de hombres afrikáans en el país. Dirigidos por Edmund Van den Bergh, tras la Segunda Guerra Mundial Bergh ascendió rápidamente en la policía. En 1963, fundó la primera agencia de inteligencia de Sudáfrica. La Ossewabrandwag sería utilizada para aplastar la creciente resistencia contra el apartheid.
A partir de 1948 se sistematizó la segregación racial practicada desde el siglo XVII por los primeros colonos holandeses. El sistema, instaurado por el  conservador Partido Nacional que dominó mediante elecciones arregladas el país de 1948 a 1994, se apoyaba en tres pilares: la ley sobre la clasificación  racial de la población, la ley sobre el hábitat separado y la ley que daba solo acceso a los blancos sobre la tierra.
Después de que en 1910 la Unión Sudafricana lograra la autonomía interna dentro de la Mancomunidad Británica comenzó una política de segregación racial de facto, destinada a beneficiar a la minoría blanca y frustrar el desarrollo político y económico de la población negra. En 1912 se impidió otorgar el sufragio a los negros y se les vetó que estos asumieran cargos en la administración pública. Todas estas normas segregacionistas impuestas de modo semioficial durante el período colonial llegaron a los mismos extremos. 
El sufragio a partir de 1948 se restringía según criterios de ingresos, propiedades, raza y alfabetización. Este sistema quitó derechos a la mayoría de la población negra, coloured y asiática. Los criterios económicos adicionales además restringieron a una parte de la población blanca menos adinerada de sus derechos electorales Cuando se instauró el apartheid afrikáner en 1948, Estados Unidos bajo la administración de Truman abrazó al régimen blanco de Sudáfrica como aliado de la Guerra Fría: anticomunista, rico en uranio, esencial para las armas nucleares estadounidenses, y firmemente supremacista blanco.
Durante las décadas de 1950 y 1960, a medida que las naciones africanas se independizaban y se liberaban del dominio colonial, los líderes estadounidenses se preocupaban, en este contexto, porque la Sudáfrica del apartheid se convirtió en un socio ideológicamente alineado y abiertamente anticomunista, donde Estados Unidos financiaría la invasión de Sudáfrica a varios países recién independizados. El papel de la CIA en el apartheid y la detención de Nelson Mandela en 1962 fue otra de las aristas de la  alianza entre Estados Unidos y los supremacistas blancos. La policía de seguridad sudafricana recibió un aviso de la CIA, lo que condujo al arresto de Mandela y a 27 años de prisión. 

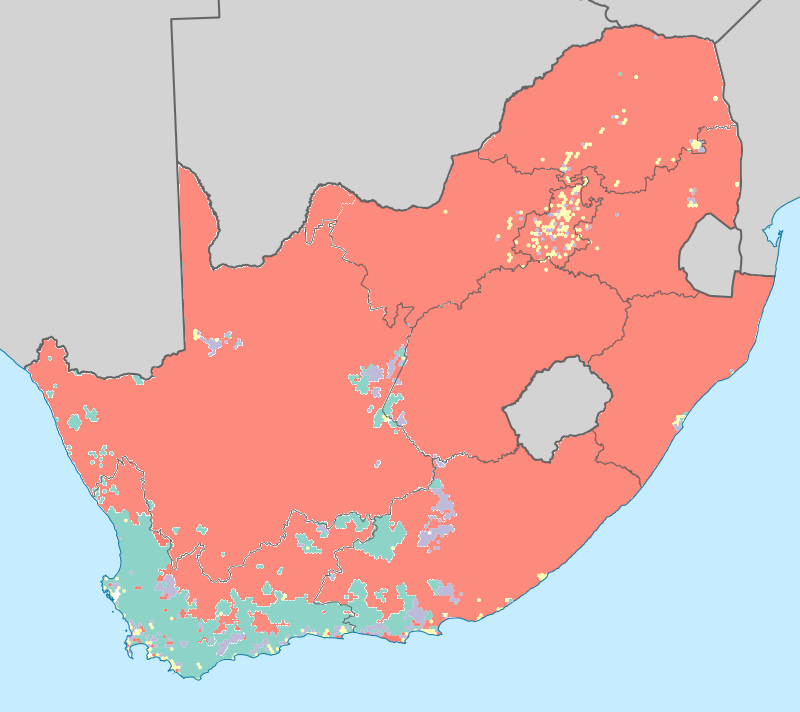
Grupo racial predominante en el censo de 2021.
Negros
Mestizos (coloured)
Blancos
Asiáticos
Sin predominio

En 1948, el radical Partido Nacional, de derecha, se hace con el poder junto con una coalición con el Partido Afrikáans, dirigido por el pastor protestante Daniel François Malan, profundizando el régimen de apartheid y la segregación racial. Antes de 1994, la minoría blanca de Sudáfrica acaparaba el poder político bajo el sistema de segregación racial llamado Apartheid. Muchos blancos apoyaron el gobierno y al sistema del apartheid. 
En 1949 otra ley prohibía los matrimonios interraciales y castigaba como un delito a las relaciones sexuales entre individuos de razas diferentes. Una ley promulgada en 1951 reservaba ciertos distritos en las ciudades donde solo podían habitar los blancos, forzando a los no blancos a emigrar para mantener la mayor cantidad posible de negros en las zonas rurales y evitar su transformación en una clase media urbana. También se prohibió para que la población negra pudiera comprar inmuebles en las ciudades. 
Diversos hombres blancos uniformados ejercieron su oficio como ejecutores del apartheid. La brutalidad que perpetraron —asesinatos, asesinatos, torturas, etc. investigados por la Comisión Goldstone, que expuso la campaña de las Fuerzas de Defensa Sudafricanas de la época del apartheid para fomentar la violencia en los barrios negros en la década de 1990. En los años 80, tras la invasión sudafricana a Namibia, se forma el grupo paramilitar Koevoet (palanca en afrikáans), una unidad policial paramilitar creada por el régimen del apartheid sudafricano para actuar contra la disidencia en Namibia. Durante los años 60 y 70, el régimen blanco desarrolló guerras en los países  fronterizos de Sudáfrica como Zimbabue y Mozambique, y en Angola en la década de 1970.
Durante la mayor parte del siglo XX, la SADF aplicó las leyes del apartheid, lo que la hizo famosa por su uso de la fuerza contra civiles y otros crímenes de lesa humanidad. De 1967 a 1993, los jóvenes blancos debían completar nueve meses de servicio militar, lo que llevó a más de 600.000 soldados a servir en el ejército durante ese período. Durante las "Guerras Fronterizas", la SADF fue desplegada para desestabilizar a otros países recién independizados del África austral entre ellos Mozambique, Angola, y Zimbabue. Posteriormente, la SADF invadió Namibia y declaró la guerra contra los movimiento anticolonialistas y de liberación nacional.
Durante cuatro décadas, la industria de seguridad del estado sudafricano del apartheid sofocó levantamientos locales y luchas anticoloniales, apoyó a los regímenes dictatoriales aliados.  El ejército sudafricano formado exclusivamente por blancos de la era del apartheid, la Fuerza de Defensa Sudafricana, empleó sus fuerzas para desestabilizar los movimientos de liberación en Angola y Mozambique que duraron 23 años, al mismo tiempo lanzaron invasiones contra con Namibia, Zambia y Angola entre otros países. Y al mismo tiempo aplicó una fuerte censura y propaganda para prevenir lo que llamaban supuestas amenazas negras y comunistas del "swart gevaar" y el "rooi gevaar".
El régimen del apartheid consideró una amenaza a los gobiernos socialistas de los recién independizados Angola y Mozambique, y envió soldados a la frontera angoleña derrocar a los líderes mozambiqueños y angoleños.
A principios de los 90, grupos paramilitares formados por la minoría blanca actuarían dentro del país y en conflictos internacionales, entre ellos actividades de guerrilla y desestabilización en Angola, Mozambique y Namibia. En 1993 intervendrán en Ruanda, dónde mineras sudafricanas tenían importantes intereses. Grupos armados afrikáners prestarán ayuda al Frente Patriótico Ruandés, dominado por los tutsis, y se apoderó de todo el país, lo que llevó a cientos de miles de hutus a huir a campos de refugiados en el este de Zaire.
Durante los últimos meses del apartheid una parte de la comunidad blanca se volcó a grupos terroristas y movimientos armados. En agosto de 1990, unos 2000 seguidores del Movimiento de Resistencia Afrikáner (AWB), armados con rifles de caza y pistolas, intentaron  situar y ocupar el ayuntamiento de Ventersdorp por la fuerza, con el fin de forzar al presidente Frederik de Klerk a revertir el llamado a elecciones libres. 
Tras no poder forzar la entrada comenzaron a dispararle a la policía. Comenzando el año 1993, los líderes del Partido Conservador, como el General retirado de la Fuerza de Defensa de Sudáfrica Constand Viljoen, junto con el sindicato blanco Solidarity, inspirado en el sindicato polaco de idéntico nombre y con la recién creada asociación Afriforum, y otras asociaciones civiles que representaban a la minoría blanca, comenzaron a planear un golpe de Estado para derrocar a De Klerk y evitar las elecciones libres previstas para el año siguiente. La oposición al fin del apartheid se encontraba la AWB, una milicia afrikáner de modelo muy semejante al NSDAP alemán, cuyo jefe el terrorista Eugène Terre'Blanche, prometió a los afrikáneres que podrían derribar el gobierno de De Klerk si conseguían quebrar su voluntad de continuar con el proceso, y propuso hacer una campaña de desgaste político contra el gobierno. 
Sin embargo, el referéndum que dio inicio al apartheid en 1992, llevó a muchos líderes opuestos a la igualdad racial a desaparecer de la escena pública. Desde el fin del apartheid han surgido grupos armados extremistas dentro de la comunidad blanca y grupos de milicias armadas separatistas. Tras el apartheid los blancos han formado el grueso electoral del NNP (Nuevo Partido Nacional) heredero del antiguo partido que instaló el apartheid y de la DA (Alianza Democrática) de centro derecha, que en los último años viró a posiciones racistas.
Meses antes de entregar el gobierno, Frederick Le Klerk  llevó a cabo la incorporación al ejército de "sistema de comandos", una red de milicias formadas por los terratenientes sudafricanos blancos. En agosto de 1993 diferentes medios internacionales publicaron los informes sobre la distribución masiva de fusiles de asalto a milicias blancas por parte de Ejército del régimen, mientras algunos blancos amenazaban con la resistencia armada al gobierno de la mayoría negra del país. El reparto de armas militares a milicias blancas suscitó el temor entre  blancos moderados de que agricultores blancos conservadores utilicen estas armas contra el gobierno dirigido por negros que resultara de las primeras elecciones multirraciales convocadas para abril de 1994. 
En los meses previos a las elecciones del 94, oficiales militares, miembros de la milicia y políticos blancos, junto al grupo llamado Sindicato Solidaridad, y Afriforum, entregaban a radicales blancos armas militares propiedad de las Fuerzas Armadas, tras un llamamiento de Viljoen a los conservadores blancos para que se unieran a unidades de comando. Viljoen, antiguo jefe militar, lideraba el Frente Popular Afrikáner de extrema derecha. El Volksfront, según sus publicaciones, en los meses previos a las elecciones del 94 se estaba preparando activamente para la secesión mediante la lucha armada. 
El Instituto Internacional de Estudios Estratégicos de Londres estima la dotación total de  las milicias blancas, y grupos comandos blancos era en 1993 de 140.000 hombres.
Con la caída del apartheid se formaron algunos grupos armados afrikaneers, como Die Boeremag (Fuerza Bóer) y Movimiento de Resistencia Afrikáner, de mayoría negra, que realizaron actos de terrorismo y sabotaje contra el gobierno. Entre ellos, Seis miembros de AWB, fueron condenados por el asesinato de cuatro personas negras en una barricada falsa que instalaron para aterrorizar a los viajeros negros.
La mayoría de sus miembros fueron arrestados en 2003. Desde la transición de Sudáfrica a la democracia en 1994, las amenazas terroristas más graves han emanado de grupos nacionalistas blancos de derecha y de organizaciones fundamentalistas religiosas cristianas blancas. Poco después de las primeras elecciones democráticas de la historia en el 94, comenzaron a aparecer organizaciones terroristas blancas que ejecutaron sus planes con distintos niveles de éxito. El 30 de octubre de 2002 explotaron ocho bombas en Soweto, el municipio más grande de Sudáfrica. Siete de las explosiones destruyeron las líneas de ferrocarril de cercanías que atravesaban el municipio
Al mismo tiempo, en 2003, se detuvo a una organización terrorista de extrema derecha sudafricana con objetivos separatistas blancos, la organización llamada los Boeremag intentaron el derrocamiento del gobierno gobernante del Congreso Nacional Africano y restablecer un régimen administrado por blancos. En 2008, Harry Knoesen, líder del grupo separatista blanco Movimiento Nacional de Resistencia Cristiana, fue condenado a dos cadenas perpetuas y 21 años de prisión por planear ataques terroristas con armas biológicas.
En 2010, previo a la copa mundial de fútbol que se celebraba en el país, la policía sudafricana detuvo a siete terroristas blancos que planeaban atentar indiscriminadamente a los township, guetos de personas de color pobres. El plan era hacer coincidir las bombas con la llegada masiva de periodistas por el Mundial de Fútbol. En 2022, el pastor Harry Knoesen de Middelburg fue declarado culpable de conspirar para matar a miles de sudafricanos negros y derrocar al gobierno con el fin de “recuperar Sudáfrica para los blancos”. 
Tras el fin del Apartheid, grupos blancos, después de la liberación de Nelson Mandela y la drástica reducción de las necesidades militares de Sudáfrica, emprendieron guerras privadas para ganarse la vida. En las últimas dos décadas, estos grupos militares privados que habían formado parte del Apartheid y entrenados en las guerras fronterizas sudafricanas han entrado y actuado en Angola, Sierra Leona etc.
En 2021, Amnistía Internacional denunció la presencia de miles de mercenarios sudafricanos blancos que estaban realizando matanzas indiscriminadamente a personas en Mozambique y cometiendo graves violaciones al derecho internacional. En 2022, se publicó un informe sobre el auge  de grupos de mercenarios blancos sudafricanos entrenados durante el Apartheid, que han adquirido cada vez mayor influencia en diferentes regiones de África. 
Estas organizaciones militares privadas prestan diversos servicios en países africanos, como entrenamiento, combate, protegen activos, o aseguran inversiones extranjeras privadas, como yacimientos mineros. Camerún contrató a israelíes para entrenar a un batallón de élite de mercenarios blancos que ha sido acusado de quemar aldeas y llevar a cabo ejecuciones extrajudiciales y torturas por parte de Dyck Advisory Group de Sudáfrica.
En 2023 se darían nuevos ataques de supremacistas blancos contra sedes del Partido Nacional Africano, partido contrario a la segregación racial. En los estentores del Apartheid, la minoría blanca buscó asegurarse los privilegios económicos mediante el control de la Corte Constitucional y mediante un basto programa de privatización de decenas de empresas públicas que quedarían en manos de allegados al Partido Nacional, quienes a principios de los 90 pasarían a controlar las principales empresas del país, entre ellas las minas de diamantes, las minas de carbón, los ferrocarriles, aeropuertos y la energía eléctrica.
Desde la caída del sistema de apartheid y la pérdida de privilegios, algunos miembros de la comunidad han buscado el aislamiento social, viviendo de forma separada al resto del país, como ser el caso de la creación de Orania, un enclave exclusivo para blancos en el Cabo Norte de Sudáfrica. 
Con unos 3.000 residentes afrikáans, la ciudad prohíbe a quienes no sean blancos vivir o trabajar allí. Si bien muchos blancos se han adaptado a la democracia, los afrikáners, los artífices y beneficiarios del apartheid, aún reivindican la segregación, la historia de la propiedad de la tierra y los antiguos símbolos a los que algunos aún se aferran, como la bandera de la época del apartheid que ondea en sus comunidades. Desde inicios de siglo XXI se ha formado el Kommandokorps, un grupo liderado por el exlíder del apartheid Franz Jooste, que organiza campamentos de vacaciones para adolescentes blancos afrikáneres, quienes afirman que los sudafricanos negros son sus enemigos, que son ante todo afrikáners y que deberían negar su identidad sudafricana.

## Actualidad
De acuerdo a datos del año 2024, el 81,7% de la población es negra, el 8,5% es mulata -coloured-, el 7,2% es blanca, y el 2,6% es india o asiática en general.Los blancos sudafricanos suman al año 2024 un total de 4.539.504 personas.o el 7,2% de la población nacional.
En la última década ha habido un fuerte descenso en la población blanca, en las principales ciudades como Durban. En 2004, la Facultad de Economía y Finanzas de la Universidad de KwaZulu-Natal estimó que los principales destinos de emigración de los sudafricanos blancos son el Reino Unido y Australia, y en menor medida Estados Unidos, Argentina y Nueva Zelanda.Al mismo tiempo se observa un aumento de la migración interna de personas blancas abandonando la mayoría de las ciudades y provincias del país y concentrándose en los bastiones Gauteng y Cape Town.
A nivel nacional la población blanca disminuyó en 23.191 personas entre el año 2021 y 2022, mientras que los negros sudafricanos aumentaron en 430.480 personas durante el período anual.
Desde comienzos del siglo XXI se ha acelerado la pérdida de población blanca, debido al envejecimiento poblacional de este grupo étnico, la menor natalidad respecto a la población total, la emigración, etc. Los sudafricanos blancos de mayor edad constituyen un número desproporcionado de personas mayores en general. 
Los sudafricanos blancos mayores de 60 años representan el 23% de todas las personas de 60 años o más. En el último lustro, casi 100.000 sudafricanos blancos emigraron fuera del país. Dentro de los blancos, el grupo más numeroso es el bóer con entre 2,8 y 3,5 millones de personas.

## Religión
Los sudafricanos blancos de origen boer pertenecen en su mayoría a ramas calvinistas protestantes. Desde inicios del siglo XX, los calvinistas, incluidos los de Potchefstroom, formularon y promovieron la ideología del apartheid, destacados pastores y líderes calvinistas como Hertzog o Malan, serían la base intelectual de la segregación racial. Los volksnasionaliste - grupo de supremacistas nacionalistas de la ideología afrikáner-, organizaciones calvinistas, especialmente algunas provenientes de Potchefstroom, así como las de la Gereformeerde Kerke van Suid-Afrika (GKSA), serían clave en el apoyo moral al apartheid durante décadas. Diversas iglesias calvinistas apoyaron, propagaron y promovieron la ideología política del apartheid.  
En 1944, el reverendo Luscius Totius, en su discurso en Bloemfontein, ofreció una exposición teológica y justificación del apartheid. La Universidad Potchefstroom para la Educación Superior Cristiana actuó como principal base intelectual de los creadores del Apartheid. Calvinistas de alto perfil estuvieron involucrados en la construcción del Apartheid, entre ellos el profesor y pastor Joon van Rooy, rector de la Universidad de Potchefstroom y presidente del Afrikaner Broederbond. La moral cristiana calvinista influyó en todas las esferas de la vida. El senador Jan de Klerken, en 1967, impulsó la promulgación de la Ley n.º 39 en el Parlamento, que establecía que toda la educación en Sudáfrica debía ser de carácter cristiano y que imponía restricciones morales a los no cristianos. 
Un segundo grupo religioso está formado por las iglesias angloparlantes de tendencia protestante. Estas iglesias, aunque numerosas, suelen ser pequeñas congregaciones ligadas a los sudafricanos de origen británico.
En menor medida existen sudafricanos blancos católicos. Si bien en el plano económico todos los blancos se vieron favorecidos por el Apartheid, este régimen restringió los derechos políticos y religiosos de los católicos - mayormente blancos- con un conjunto de leyes que restringieron severamente los derechos y libertades de los católicos. Estas leyes prohibían a los católicos ocupar cargos públicos, ejercer ciertas profesiones como editores, maestros o profesores universitarios, poseer determinado número de tierras, practicar su religión libremente, tener acceso a educación católica o asociarse libremente.  Durante medio siglo, cualquier tipo de organización católica, incluso de caridad, fue severamente reprimida durante el Apartheid.

## Blancos honorarios
Durante el apartheid, los inmigrantes de Taiwán, Corea del Sur y Japón eran considerados "blancos honorarios" (honorary whites), ya que sus gobiernos mantenían relaciones diplomáticas con el de Sudáfrica en el medio del aislamiento internacional del país. A estas personas se les garantizaban los mismos privilegios que a los blancos de Sudáfrica. Los estadounidenses de origen africano igualaron dicho estatus bajo ciertas condiciones. Como tales, se siguen considerando blancos en los censos.

## Demográfia
| Grupo de edad | Todas las razas | % de todas las razas | Negros     | % negros | Mulatos   | % de mulatos | Blancos   | % de blancos | Asiaticos | % de asiaticos |
| 0–14          | 17 050 955      | 28,60%               | 14 605 416 | 30,33 %  | 1 408 553 | 26,84 %      | 742,913   | 15,87 %      | 294,073   | 19,08 %        |
| 15–64         | 38 941 221      | 65,31 %              | 31 368 174 | 65,14 %  | 3 487 284 | 66,45 %      | 2 988 634 | 63,86 %      | 1 097 129 | 71,19 %        |
| 65-o más      | 3 630 174       | 6,09%                | 2 180 137  | 4,53 %   | 351,903   | 6,71 %       | 948,223   | 20,26 %      | 149,911   | 9,73 %         |
| Total         | 59 622 350      | 100 %                | 48 153 727 | (100 %)  | 5 247 740 | (100 %)      | 4 679 770 | (100 %)      | 1 541 113 | (100 %)        |
| % of SA       | 100%            |                      | 80,76%     |          | 8,80%     |              | 7,85%     |              | 2,58%     |                |

## Economía
Si bien la minoría blanca ha perdido el poder político, sigue ostentando buena parte del económico. 
El fin del apartheid, en 1994, producto de un acuerdo negociado, transfirió el poder político a los negros y mantuvo intactas la estructura económica, perpetuando el sistema económico del apartheid. En 2022, un informe del Banco Mundial describió a Sudáfrica como el país más desigual del mundo, donde la raza es un factor determinante: la minoría blanca, todavía posee el 80,6% de los activos financieros del país.
El término "capital monopolista blanco" se originó en Sudáfrica y se utiliza a menudo para describir la concentración de poder económico y riqueza entre los sudafricanos blancos, donde un pequeño número de empresas propiedad de blancos en un oligopolio  dominan varios sectores de la economía sudafricana, controlando así recursos significativos e influyendo en las políticas económicas para su beneficio.
Los terratenientes de origen europeo poseen el 80% de las explotaciones comerciales, el 72% de la superficie cultivada y más del 90% de la riqueza del país. En el año 2017, una auditoría de tierras mostró que los blancos poseen el 72% del total de la propiedad de la tierra, mientras que la mayoría negra posee solo el 4% de la misma. Los negros solo son propietarios de menos del 5% de la tierra, aunque representan el 85% de la población sudafricana.
Para el año 2024, sólo tres multimillonarios blancos poseen la misma riqueza que la mitad más pobre de la población negra, conformada por 22 millones de personas. El 77% de las empresas de valores que cotizan en la Bolsa de Valores de Johannesburgo (JSE), son propiedad mayoritaria de inversores institucionales blancos. Alrededor del 79% de las tierras agrícolas y los recursos asociados son propiedad de 35.000 terratenientes blancos.
Para 2015, se estimaba que los sudafricanos blancos obtenían ingresos promedio 17 veces mayores que otras etnias, mientras su tasa de desempleo era del 6.3% comparado al 35% de media nacional. Entre el 8 y el 10 por ciento vivía en pobreza. Los sudafricanos blancos viven en barrios predominantemente blancos ricos, como Sandton y los suburbios ricos en Gauteng. En el año 2019, el 20% de los hogares negros vivían en situación de extrema pobreza, contra solo 2.9% de los hogares blancos, según el Instituto de Relaciones entre las Razas.
En los últimos años, diversos estudios económicos y sociológicos se han centrado en el llamado capital monopolista blanco, término sociológico que se originó en Sudáfrica y se utiliza para describir una concentración del poder económico y riqueza entre los sudafricanos blancos. El término se refiere a un pequeño número de empresas de propiedad blanca que forman oligopolio y carteles que dominan varios sectores de la economía sudafricana, controlando así importantes recursos e influyendo en las políticas económicas en su beneficio.

Densidad de población blanca en Sudáfrica.

## Deportes
Como ocurre con muchos otros aspectos, los deportes en Sudáfrica están condicionados por la raza. Durante el apartheid los deportes estaban estrictamente segregados por raza. El rugby es el predilecto de los afrikáneres. La integración racial recién sucedió en 2005, cuando se incorporaron dos jugadores negros de un total de quince jugadores de los respectivos torneos.
Al día de hoy sigue generando polémica la falta de deportistas de color en los equipos de rugby. El boicot deportivo a Sudáfrica comenzó a mediados de los años 1950. El apartheid prohibía el deporte multirracial, lo que significaba que los equipos extranjeros, en virtud de tener jugadores de diversas razas, no podían visitar el país.
Durante el apartheid, el equipo Springbok llegó al punto de negarse a enfrentarse con equipos rivales que tuviesen jugadores no blancos; en las giras de los All Blacks por Sudáfrica, los Springboks exigían jugar sólo contra jugadores 'blancos', aunque a veces se recurría a calificar a los maoríes como "blancos honorarios". Los niños afrikáneres crecieron en el culto de ese deporte. 
El apartheid motivó a que el Comité Olímpico Internacional impidiera la participación de los "equipos segregados" de Sudáfrica en los Juegos Olímpicos desde 1964, y así Sudáfrica se apartó en la práctica del movimiento olímpico. Idéntica posición adoptó la FIFA, causando la expulsión de Sudáfrica en 1963; en 1970 Sudáfrica fue excluida de la Copa Davis.
Sudáfrica se afilió a la FIFA en 1958, pero fue suspendida en 1962 tras la decisión de crear un equipo integrado sólo por blancos para la Copa del Mundo de 1966. La suspensión se prorrogó hasta 1974. En 1976, y después de los disturbios de Soweto, fueron expulsados de la FIFA.
El deporte en la minoría blanca sudafricana ha sido objeto de controversias, debido a la segregación racial y a la utilización de deportistas como embajadores del apartheid. Sudáfrica sería excluida de decenas de competencias internacionales, incluso cuando el ministro del Interior Jan de Klerk insistió en que los equipos deportivos no serían racialmente integrados. Tradicionalmente, el rugby y los Springbok fueron vistos bajo la etiqueta de deporte sólo 'para blancos', incluso llegando a seguir con problemas de integración racial en 2025. 
El fútbol en Sudáfrica no tiene los mismos problemas raciales, ya que desde los años 70 se intentó integrar a todas las etnias.